# Giorgio Strehler

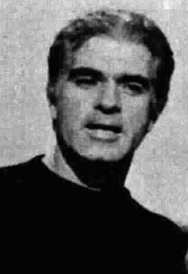
Strehler, 1968

Giorgio Strehler (* 14. August 1921 in Triest; † 25. Dezember 1997 in Lugano) war ein italienischer Regisseur und Politiker.
Strehler gehörte zu den berühmtesten Theaterregisseuren Europas. In seinem Piccolo Teatro in Mailand schuf er vielbeachtete Bertolt-Brecht- und William-Shakespeare-Interpretationen, die ihn in der europäischen Theatergeschichte auf eine Stufe mit Peter Brook und Peter Stein stellten.

## Leben

### Anfänge
Giorgio Strehler war der Sohn von Bruno Strehler, einem Triestiner mit Wiener Wurzeln, und Alberta Lovrič, einer aus Zadar gebürtigen Kroatin. Im Zweiten Weltkrieg emigrierte er in die Schweiz. Dort begann er seine Theaterlaufbahn und gründete mit weiteren Exilanten in Genf die Theatertruppe Compagnie des Masques. Seine ersten Regiearbeiten waren Mord im Dom von T. S. Eliot und Caligula von Albert Camus.

### Italien
Nach dem Krieg setzte Strehler seine Theaterarbeit in Italien fort. Seine erste Inszenierung war dort Trauer muss Elektra tragen von Eugene O’Neill. Seine ersten Arbeiten waren vom Neorealismus des italienischen Films geprägt, vor allem von Roberto Rossellini und Vittorio De Sica. Zum zehnten Todestag von Maxim Gorki inszenierte Strehler Die Kleinbürger mit einer von Paolo Grassi organisierten Schauspieltruppe, die wenig später den Kern des Piccolo Teatro in Mailand bildete, das Strehler leitete. Es war das erste ständige Sprechtheater in Italien.
Bereits Mitte der 1950er Jahre bereiste das Ensemble zahlreiche Länder Europas. Vor allem Strehlers Beschäftigung mit der Commedia dell’arte wurde als beispielhaft angesehen. Seine Inszenierung von Carlo Goldonis Der Diener zweier Herren gilt als eines der theatralischen Meisterwerke des 20. Jahrhunderts und wird bis heute regelmäßig am Piccolo Teatro wiederaufgenommen. Diesen Erfolg ermöglichte die Zusammenarbeit mit Amleto Sartori, einem Bildhauer, der sich von da an ganz der Fertigung der Theatermaske widmete, und durch Strehlers Forschen nach besonderen für die Commedia dell’arte charakteristischen Bewegungsformen. Seit den späten 1950er Jahren arbeitete Strehler vorwiegend mit dem Bühnen- und Kostümbildner Luciano Damiani zusammen. Diesem Team gelangen international gefeierte Inszenierungen, etwa 1963 Bertolt Brechts Leben des Galilei und 1964 Carlo Goldonis Viel Lärm in Chiozza. Ende der 1960er Jahre kam es zu künstlerischen Differenzen, weswegen Strehler nun verstärkt auf Damianis Schüler Ezio Frigerio zurückgriff.

### Internationale Tätigkeit
In den folgenden Jahrzehnten inszenierte Strehler an vielen Bühnen Europas. Für die Salzburger Festspiele erarbeitete er 1973 eine mit Das Spiel der Mächtigen betitelte Fassung von William Shakespeares Königsdrama Heinrich VI. (musikalische Leitung Peter Ewaldt) mit Andrea Jonasson, Michael Heltau und Will Quadflieg. Am Wiener Burgtheater erarbeitete er 1974 Carlo Goldonis Trilogie der Sommerfrische (Bühnen- und Kostümbild Frigerio; mit Heltau, Jonasson, Susi Nicoletti u. a.) sowie 1975 erneut Das Spiel der Mächtigen. Seine Dreigroschenoper in Paris (Bühnenbild Frigerio) hatte Mitte der 1980er Jahre großen Erfolg. Mit einem internationalen Ensemble, darunter Michael Heltau als Mackie Messer, Milva als Seeräuber-Jenny, Barbara Sukowa als Polly und Yves Robert als Mr. Peachum, schuf er eine überaus positiv aufgenommene Inszenierung. 1994 kehrt er noch einmal an das Burgtheater – als dessen Direktor er wiederholt im Gespräch gewesen war – zurück, um Luigi Pirandellos Die Riesen vom Berge (Bühnenbild Frigerio, Kostüme Franca Squarciapino) aufzuführen.

### Opernregie
Auch als Opernregisseur war Strehler an wichtigen Opernhäusern der Welt tätig, vor allem an der Mailänder Scala, wo er bereits in den späten 1940er Jahren erstmals inszenierte und wohin er immer wieder zurückkehrte. Dort gestaltete er 1971 Giuseppe Verdis Simon Boccanegra in einer von Kritik und Publikum akklamierten Inszenierung (Bühnen- und Kostümbild Frigerio; Dirigent Claudio Abbado), 1975 Verdis Macbeth (Bühnen- und Kostümbild Damiani; Dirigent Abbado) und 1980 Wolfgang Amadeus Mozarts Le nozze di Figaro (Bühnenbild Frigerio, Kostüme Squarciapino; Dirigent Riccardo Muti). Der große internationale Durchbruch als Operninszenator gelang ihm 1965 bei den Salzburger Festspielen mit einer als maßstabsetzend eingeschätzten Interpretation von Mozarts Die Entführung aus dem Serail (Bühnen- und Kostümbild Damiani; Dirigent Zubin Mehta; mit Fritz Wunderlich, Anneliese Rothenberger, Fernando Corena und Michael Heltau als Bassa Selim). 1974 führte er in Salzburg bei Mozarts Die Zauberflöte Regie (Bühnen- und Kostümbild Damiani; Dirigent Herbert von Karajan), die jedoch weniger glücklich ausfiel, nicht zuletzt aus musikalischen Gründen und wegen der Akustik des Großen Festspielhauses. Im Streit vor allem mit Karajan beendete Strehler seine Zusammenarbeit mit den Festspielen, mit denen er eine intensive Kooperation geplant hatte (u. a. eine Inszenierung von Mozarts Don Giovanni). Spätere Versuche, Strehler wieder nach Salzburg zu holen, scheiterten. Seinen damals bereits legendären Simon Boccanegra inszenierte Strehler 1978 in Paris, und an der Wiener Staatsoper widmete er sich 1984 dieser Verdi-Oper ein letztes Mal.
Strehler unterrichtete auch am Max-Reinhardt-Seminar in Wien als Gastdozent. Seine letzte geplante Inszenierung, Mozarts Così fan tutte, konnte er 1997 nach elf Probentagen nicht vollenden. Die Aufführung wurde von Strehlers Mitarbeitern (u. a. Bühnenbildner Frigerio) fertiggestellt.

### Politik
In den Jahren 1983 und 1984 war Strehler, nachdem er für Bettino Craxi nachgerückt war, Mitglied des Europäischen Parlaments. 1987 wurde er in den Senato della Repubblica gewählt.

### Privates
Strehler lernte 1973 in Salzburg die Schauspielerin Andrea Jonasson kennen, die oft unter seiner Regie arbeitete und die er 1981 heiratete. In den letzten Lebensjahren Strehlers lebte das Paar getrennt. Als Strehler zu Weihnachten 1997 in Lugano starb, kam es zu einem komplizierten Erbschaftsstreit zwischen Mara Bugni, mit der er seit acht Jahren zusammenlebte, und Jonasson, seiner rechtmäßigen Witwe.

## Auszeichnungen und Ehrungen
- 1956: Wahl zum Mitglied der Ostberliner Akademie der Künste
- 1971: Hansischer Goethe-Preis
- 1976: Wahl zum Mitglied der Westberliner Akademie der Künste
- 1988: Goethe-Medaille
- 1990: Europäischer Theaterpreis
- 1993: Wahl zum Mitglied der American Academy of Arts and Sciences